# Erçek Gölü
Erçek Gölü ist ein Salzsee in der osttürkischen Provinz Van. Er liegt etwa 20 km östlich vom wesentlich größeren Vansee, der eine Fläche von 3755 km² hat.
Der Erçek Gölü liegt 1890 m hoch und hat eine Fläche von 106,2 km². Die größte Tiefe beträgt 40 m, und die mittlere Tiefe 18,45 m. Die Wassertemperatur liegt zwischen 1 und 23 °C. Das Wasser des Sees ist sehr salzig. Der pH-Wert beträgt 10,75. Die Nord- und Westufer des Sees sind steil und gebirgig (2300 bis 2800 m hoch), im Westen und Süden bestehen sie aus Schlick. Der Hauptzufluss des Sees ist der Memedik, der im Südosten ein Delta mit Schilfflächen und einem brackigen Feuchtgebiet ausbildet. Der abflusslose See ist heute durch einen Tunnel mit dem Karasu verbunden, der in den Vansee entwässert.
Die Europastraße 300 und die Bahnstrecke Van–Täbris in den Iran verlaufen am Südostufer des Sees.

## Ökologie
Der See ist eine wichtige Zwischenstation für Zugvögel, an seinem Ufer wurden 177 verschiedene Vogelarten beobachtet, 71 Vogelarten kommen ganzjährig vor. Erst seitdem sie 1985 eingesetzt wurde, ist die Karpfenart Chalcalburnus tarichi (türkisch İnci Kefalı), die auch im Vansee vorkommt, im See heimisch.

## Geschichte
Gewöhnlich wird angenommen, dass der Memedik durch einen Ausbruch des Nemrut Dag aufgestaut wurde. In Karagündüz am Ostufer des Sees wurde eine Stele der urartäischen Herrscher Menua und Išpuini gefunden.